# Tabassaran
El tabassaran és una llengua caucàsica parlada pels tabassarans, una ètnia del Caucas que viu al Daguestan meridional, als marges de l'alt Rubas-chai i l'alt Chirakh-chai. Té dos dialectes principals: el septentrional (khanag) i el meridional. La llengua literària està basada en el dialecte meridional.
El tabassaran és una llengua ergativa. Els noms tenen fins a 48 casos. Els verbs concorden amb el nom en nombre, persona i classe. El dialecte septentrional té dues classes de nom, mentre que el meridional només en té una.

## Exemples
Uwu aldakurawu "Уву алдакураву" — "Estàs caient."
Uzuz uwu kkundžazuz "Узуз уву ккунжaзуз" — "T'estimo."
Uvu fujuva? "Уву фужува?" - "Qui ets?"
Fitsi vuna? "Фици вуна?" - "Com estàs?"
Zakur ghurza "Закур гъюрза" - "Vindré demà."